# Tetegem
Tetegem (officieel: Téteghem) is een plaats en voormalige gemeente in de Franse Westhoek, in het Franse Noorderdepartement. Tetegem ligt in Frans-Vlaanderen in de streek het Blootland en telt ruim 7.200 inwoners.

## Naam
De eerste vermelding is in 1066 als Tetenghem. Tetegem heeft, net zoals vele gemeenten in Frans-Vlaanderen, de Oudnederlandse uitgang -hem (-huis). Tete- komt meer dan waarschijnlijk van een man met de naam Tatto, misschien Theodoric.

## Geschiedenis
Vanaf de tiende of de elfde eeuw hing het gebied af van de kasselrij Sint-Winoksbergen totdat Tetegem geannexeerd werd door Frankrijk met de aankoop in 1662 van de streek rond Duinkerke door Lodewijk XIV van Groot-Brittannië. Vanaf toen hing Tetegem dus of van Duinkerke.
In 1793 werd hier het hoofdkwartier gevestigd van Frederik van York, die aanvoerder was van de geallieerde troepen die tegen de Fransen vochten welke Duinkerke belegerden. In die tijd reikte het grondgebied van Tetegem nog tot aan de Noordzee, maar hier kwam een eind aan doordat Rozendaal in 1860 en zelfstandige gemeente werd.
Tetegem werd tijdens de Tweede Wereldoorlog vrijwel geheel verwoest.
Op 1 januari 2016 fuseerde Tetegem met Koudekerke-Dorp tot de huidige gemeente Téteghem-Coudekerque-Village, waarvan Tetegem de hoofdplaats werd.

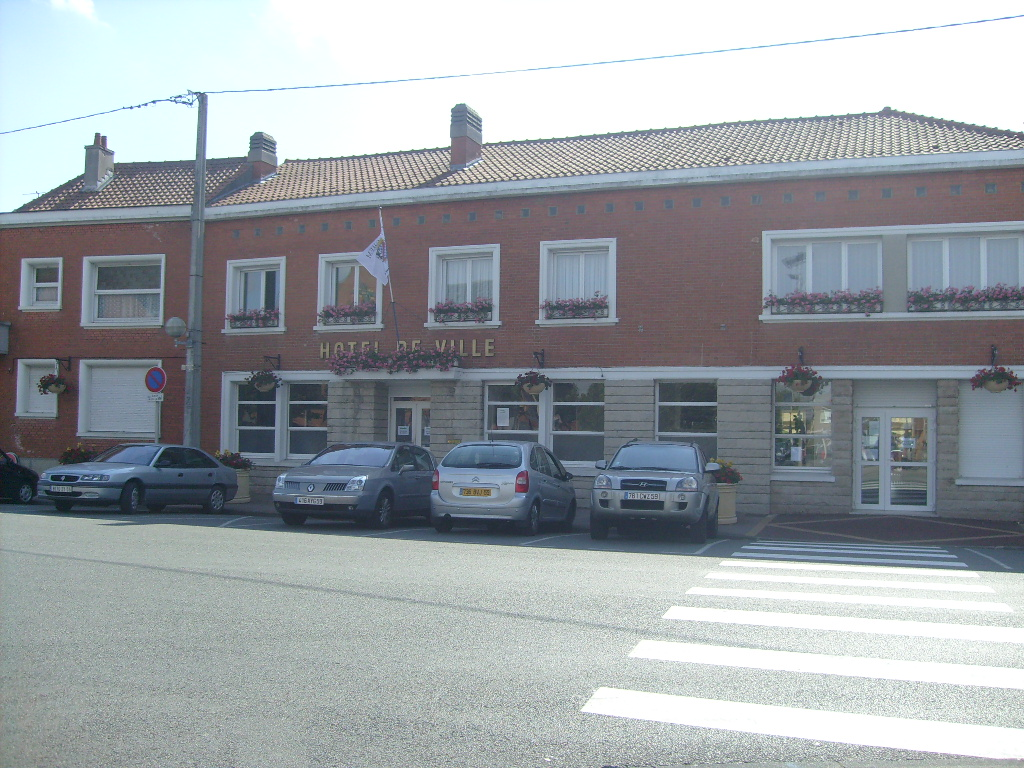
Het gemeentehuis van Tetegem

## Bezienswaardigheden
- De Sint-Pieterskerk (Église Saint-Pierre)

## Natuur en landschap
Tetegem ligt in het Blootland op een hoogte van 0-10 meter. Het ligt aan het Canal des Moëres en in het zuiden ligt de Lage Kolme (Canal de la Basse Colme). In het noordwesten ligt de Duinkerkse agglomeratie, en ook Tetegem heeft uitbreidingen van de kom gekend.
In het noorden ligt het natuur- en recreatiegebied Lac de Téteghem.

## Geografie
Plaatsen in de directe omgeving zijn Leffrinkhoeke, Uksem, Warrem, Hooimille, Koudekerke, Nieuw-Koudekerke en Duinkerke.
De onderstaande kaart toont de ligging van Tetegem met de belangrijkste infrastructuur en aangrenzende gemeenten.

## Demografie
Onderstaande figuur toont het verloop van het inwonertal (bron: INSEE-tellingen).